# Корисні копалини Куби
Корисні копалини Куби.

## Загальна інформація
На К. відомі родов. ряду видів мінеральної сировини: нафти, торфу; руд чорних металів – заліза, марганцю, хрому; руд кольорових металів – міді, нікелю, кобальту, золота; гірничо-хім. сировини – піриту, фосфоритів; нерудної індустріальної сировини – гіпсу, магнезиту, каоліну; нерудних буд. матеріалів – цем. сировини, облицювального каменя і інш., флюсового матеріалу, а також мінеральні джерела. Відомі також вияви свинцю, цинку, вольфраму, стронцію (цеоліти) і інш. (табл. 1).
Таблиця. 1 – Основні корисні копалини Куби станом на 1998-1999 рр.
| Корисні копалини               | Запаси       | Запаси   | Вміст корисного компоненту в рудах, % | Частка у світі, % |
| Корисні копалини               | Підтверджені | Загальні | Вміст корисного компоненту в рудах, % | Частка у світі, % |
| Залізні руди, млн т            | 2600         | 3000     | 42 (Fe)                               | 1,5               |
| Золото, т                      | 30           | 84       | 3 г/т                                 | 0,1               |
| Кобальт, тис. т                | 1000         | 1800     | 0,1 (Со)                              | 18,2              |
| Марганцеві руди, млн т         | 7            | 19       | 20 (Mn)                               | 0,2               |
| Мідь, тис. т                   | 475          | 805      | 2,8 (Cu)                              | 0,1               |
| Нафта, млн т                   | 22,1         |          |                                       |                   |
| Нікель, тис. т                 | 5500         | 21050    | 1,3 (Ni)                              | 11                |
| Природний горючий газ, млрд м3 | 1            |          |                                       |                   |
| Свинець, тис. т                | 600          | 940      | 1,3 (Pb)                              | 0,5               |
| Срібло, т                      | 800          | 1200     | 100 г/т                               | 0,1               |
| Фосфорити, млн т               | 3            | 3        | 8,6 (Р2О5)                            |                   |
| Хромові руди, млн т            | 3,1          |          | 32 (Cr2O3)                            | 0,07              |
| Цинк, тис. т                   | 1450         | 2500     | 3 (Zn)                                | 0,5               |

## Окремі види корисних копалин
Нафта і газ. Дрібні родов. нафти відомі в межах північної частини Центр. і Зах. Куби (р-ни Гавана – Матансас і Варадеро – Карденас, родов. Бока-де-Харуко, Варадеро, Мотембо та інші); часто вони локалізуються в антиформних структурах, ускладнених розломами. Пром. нафтогазоносність встановлена у відкладах мезозою (верх. юра, крейда) і кайнозою. Нафти від середніх до дуже важких, сірчисті і високосірчисті, смолисті і високосмолисті густиною 833-1020 кг/м3, вміст S 0,24-6,96%. Родов. нафти відомі в пров. Вілья-Клара і Камагуей в межах Центр. депресії К., виконаної породами моласового комплексу (родов. Крісталес, Хатібоніко, Каталіна, Реформа). Перспективним є шельф (зат. Карденас).
Торф. Великі запаси торфу відомі на півдні центральної Куби на п-ові Сапата (родов. Сьєнага-де-Сапата).
Залізо. За підтвердженими запасами залізних руд Куба займає 4-е місце в Америці (після США, Канади і Бразилії, 1999). Великі запаси зал. руд містяться в латеритах нікель-кобальтових родов. півн.-східної К. Вміст металу в латеритних рудах 40-45%, запаси 2-3 млрд т. На півд.-сході о-ва, на південних схилах хр. Сьєрра-Маестра, відомі вияви магнетиту в екзоконтактних породах гранітоїдного комплексу (запаси ~10 млн т).
Марганець. Родов. марганцевих руд вулканогенно-осадового і гідротермального типу відомі на півн. схилах Сьєрра-Маестри (Барранкос, Лас-Чівас та інш.). Вони локалізуються в товщі ниж. та сер. еоцену і пов'язані зі зміною вулканогенних утворень карбонатно-теригенними.
Хроміти (хромпікотити і алюмохроміти) є в масивах гіпербазитів і в осн. відомі на Сх. Кубі (бл. 350 родов.). Поклади пов'язані або із зонами розломів, що розділяють гіпербазити і габроїди офіолітового комплексу, або з полями розвитку серпентинізованих дунітів (хромпікотити). Вміст Cr2O3 30-45%.
Мідь. Родов. мідних руд відомі на заході країни, де вони локалізуються в піщано-сланцевій товщі юри (Матаамбре, Хукаро і інші), і на півд.-сході серед вулканогенно-осадового комплексу, прорваного малими інтрузіями (Ель-Кобре). В метаморфічних породах масиву Ескамбрай локалізовані родов. мідно-піритових руд.
Нікель і кобальт. За загальними запасами руд нікелю (21,05 млн т) і кобальту (1,8 млн т) К. займає 1-е місце в Америці, а за підтвердженими запасами кобальту – 2-е у світі (після Демократичної Республіки Конго, 1999). Куба за даними Геологічної служби США має 5500 тис.т підтверджених запасів нікелю, частка у світі – 11%, загальні запаси – 21050 тис.т. За загальними запасами латеритних Ni-руд Куба посідає 2-е місці у світі. Найбільші розвідані родов. силікатних руд нікелю і кобальту, пов'язані з четвертинною латеритною корою вивітрювання на серпентинізованих гіпербазитах (серпентинізованих гарцбургітах), розташовані на півн.-сході країни, в пров. Ольгін (Пінарес-де-Маярі, Нікаро, Моа і інші). Плащеподібні рудні тіла мають потужність від 1-5 до 10-20 (30) м. Сер. вміст нікелю в руді 1,2-2,5%. Вміст кобальту – близько 0.2%.
Золото і срібло. Жильне родов. золота (Нуево-Потосі) відоме на сході К., північніше м. Ольгін. Перспективне родов. Деліта на о. Хувентуд, пов'язане з кварц-сульфідними жилами серед метаморфічних утворень.
За даними компанії Holmer Gold Mines ресурси родов. Лома Хьєрро оцінювалися в 323,5 т Ag,  в тому числі запаси 279,9 т. Ресурси Лос Мангос оцінюються в 500 тис. т руди з сер. вмістом Zn 5,17% і Cu 2,82% при промислових концентраціях Au і Ag.
Гірничохімічна сировина представлена піритом і фосфоритами. Родов. піриту розташовані в районі розвитку метаморфічних порід (Ескамбрай). Рудні поклади масивних і вкраплених руд мають неправильну і стовпоподібну форми. Фосфорити на К. є на малому родов. Ла-Пімьента карстово-осадочного генезису. Вміст в рудах P2O5 понад 19%.
Нерудна індустріальна сировина представлена гіпсом і магнезитом. Родов. гіпсу тяжіють до соляно-купольних структур на півночі Центр. Куби. Родов. магнезиту відомі в центр. частині К. і пов'язані зі зміненими карбонатними породами. Вияви магнезиту відомі також в корі вивітрювання на гіпербазитах.
Серед нерудних буд. матеріалів – сировина для цем. промисловості (родов. Нуевітас в Центр. К. і на сході біля м. Сантьяго-де-Куба). Є також родов. каоліну, декоративного мармуру, кварцового піску, бентоніту, доломіту, польового шпату, облицювального каменю і інш. Родов. облицювальних каменів приурочені до всіх комплексів порід К. і характеризуються великими запасами. Найбільшу цінність представляють яскраво-зелені антигоритові серпентиніти масиву Ескамбрай і родов. Пело-Мало; високою міцністю і яскравими забарвленнями відрізняються мармуризовані вапняки Маастріхта і сер. еоцену (пров. Пінар-дель-Ріо і Сьєнфуегос), виділяються сірі і білі мармури о. Хувентуд. Є родов. гранітоїдів і габроїдів (центр. і сх. К.).
На Кубі відомий ряд мінеральних джерел. Найбільші з них розташовані на заході (Сан-Дієго-де-лос-Баньос, Сан-Вісенте – сульфідні гідрокарбонатні води з мінералізацією до 1 г/л), в центр. частині (Сан-Мігель-де-лос-Баньос, Ельгеа, Маяхігуа і Сьєго-Монтеро), а також на о. Хувентуд (Санта-Фе).